# Сари-Су (Білогірськ)
Сари-Су (крим. Sarı Suv) або Новикове — мікрорайон Карасубазара (Білогірська), колишнє село.

## Опис
Знаходиться на заході міста, по річці Дерен-Джилга, до впадіння її у річку Сарису.
Сьогодні в районі проживає більше 500 сімей кримських татар.
Основні вулиці: Ат-Чапар, Курешчилер, Бирлик.
В районі розташована мечеть Сари-Су Алі Джамі, Білогірська середня школа №4 імені. Бекіра Чобан-заде.

## Історія
Вперше в історичних документах зустрічається в «Пам'ятній книзі Таврійської губернії 1889 року».
Після депортації кримських татар, у 1948 році село Сари-Су перейменували в Новикове.
В 1990-му році у селі, на північ від старої забудови, почало будуватися одне з перших кримськотатарських селищ — Сари-Су-2.
Постановою Верховної Ради Криму від 4 жовтня 1995 року село Новикове та землі, що примикають до нього, загальною площею 191,1 га включено до складу міста.
У 1995 році в районі відкрита мечеть Сари-Су Алі Джамі.
27 вересня 2014 року в мікрорайні зникли Іслям Джеппаров та Джевдет Іслямов, йморірно викрадені окупаційною російською владою. Станом на 2017 рік не знайдені.